# Luigi De Filippo
Luigi De Filippo (Nápoly, 1930. augusztus 10. – Róma, 2018. március 31.) olasz színész, színházi rendező.

## Filmjei
- Filumena Marturano (1951)
- Non è vero... ma ci credo! (1952)
- La leggenda del piave (1952)
- Peppino e la vecchia signora (1954)
- Cortile (1955)
- Da qui all'eredità (1955)
- Lazzarella (1957)
- Anna di Brooklyn (1958)
- Promesse di marinaio (1958)
- Az írnok és az írógép (Policarpo 'ufficiale di scrittura') (1959)
- Arrangiatevi (1959)
- Roulotte e roulette (1959)
- Cerasella (1959)
- Il mio amico Jekyll (1960)
- Chi si ferma è perduto (1960)
- Gli incensurati (1961)
- Nápoly négy napja (Le quattro giornate di Napoli) (1962)
- Il mio amico Benito (1962)
- Viaggio di nozze all'italiana (1966)
- Amore all'italiana (1966)
- Soldati e capelloni (1967)
- A riszálás művésze (Ninì Tirabusciò, la donna che inventò la mossa) (1970)
- La carretta dei comici (1970, tv-sorozat, nyolc epizódban)
- Venga a fare il soldato da noi (1971)
- Storie della Camorra (1978, tv-film)
- Série noire (1984, tv-sorozat, egy epizódban)
- Habókos Giovanni (Giovanni Senzapensieri) (1986)
- A polip 3 (La piovra 3) (1987, tv-sorozat, hét epizódban)
- Quelli del casco (1988)
- Zsarolás (Il ricatto) (1989, 1991, tv-sorozat, két epizódban)
- A nép nevében (In nome del popolo sovrano) (1990)
- Il prezzo del denaro (1995, tv-film)
- Un posto al sole (1996, tv-sorozat, egy epizódban)
- Pupetta: Il coraggio e la passione (2013, tv-film)